# Palazzo Doria Spinola
Il palazzo Doria Spinola, o palazzo Antonio Doria, è un edificio storico italiano, sito in largo Eros Lanfranco 1 a Genova. È uno dei Palazzi dei Rolli che furono designati, al tempo della Repubblica di Genova, a ospitare gli ospiti di alto rango durante le visite di stato per conto del governo genovese.
L'edificio è fra i 42 palazzi dei rolli selezionati e dichiarati Patrimonio dell'umanità dall'UNESCO il 13 luglio 2006.
Il palazzo, visitabile negli spazi di rappresentanza, è sede della Prefettura e della Città metropolitana di Genova (ente subentrato alla Provincia di Genova nel 2014).

## Storia
Fu costruito isolato presso la porta dell'Acquasola nel periodo 1541-1543 per l'ammiraglio Antonio Doria, marchese di Santo Stefano d'Aveto e parente del celebre Andrea Doria. In assenza di nuove attribuzioni, il progetto è stato avvicinato a Bernardino Cantone, in possibile collaborazione con Giovan Battista Castello.
(Caraceni e Ennio Poleggi (1983))
Alla fine del XVI secolo venne aggiunto il portale esterno in marmo con colonne binate e figure di armigeri sull'attico di Taddeo Carlone. Il palazzo fu incluso nella celebre edizione dei Palazzi di Genova incisa da Rubens nel 1624.
Nel 1624 il palazzo passò agli Spinola che lo tennero sino al XIX secolo. Nel XVII secolo Bartolomeo Bianco costruì, a levante, una galleria (affrescata poi da Andrea Ansaldo), oltre ad aggiungere le balaustre marmoree sul prospetto principale. Tra il 1791 e il 1797 l'edificio fu sopraelevato di un piano.
Venduto nel 1876 al Comune, che in seguito lo cedette alla provincia, subì molteplici adattamenti per la sistemazione a uffici. La realizzazione di via Roma nel 1877 causò il taglio dello spigolo destro, la demolizione della galleria, l'ulteriore abbassamento della quota stradale in facciata e la scomparsa del giardino. Dopo questi interventi, l'assetto originario rimase documentato dalle sole tavole del pittore Peter Paul Rubens.

## Descrizione
Gli affreschi cinquecenteschi della facciata, opera di Lazzaro e Pantaleo Calvi (1541-43) sono stati ripresi nel 2001.
È stata restaurata la decorazione originaria dell'atrio, attribuita a Marcantonio Calvi, con Imprese di Antonio Doria, manomessa da Filippo Alessio e Michele Canzio nella metà del XIX secolo.
Il cortile rinascimentale, a pianta quadrata e doppio ordine di logge, presenta una raffinata decorazione a stucchi con telamoni alternati a maschere femminili, di linguaggio nuovissimo per Genova, se si esclude il contemporaneo palazzo Grimaldi a San Francesco di Castelletto.
Gli affreschi più volte restaurati della loggia superiore, opera di Aurelio e Felice Calvi, con vedute di città in gran parte estratte dall'atlante Civitates orbis terrarum (Colonia, 1576), oltre che un gusto diffuso da poco in Italia, documentano i vasti interessi del committente, grande stratega della Corona spagnola e trattatista della guerra per mare. 
All'interno importanti e, naturalmente, molto godibili i saloni affrescati, soprattutto le due sale dedicate ad Apollo che saetta i Greci alle porte di Troia e a Ercole in lotta con le Amazzoni affidate alla bottega di Giovanni Cambiaso dove il figlio Luca, forse diciassettenne, fa la prima comparsa impegnativa con elementi attribuibili alla scuola michelangiolesca.

## Galleria d'immagini

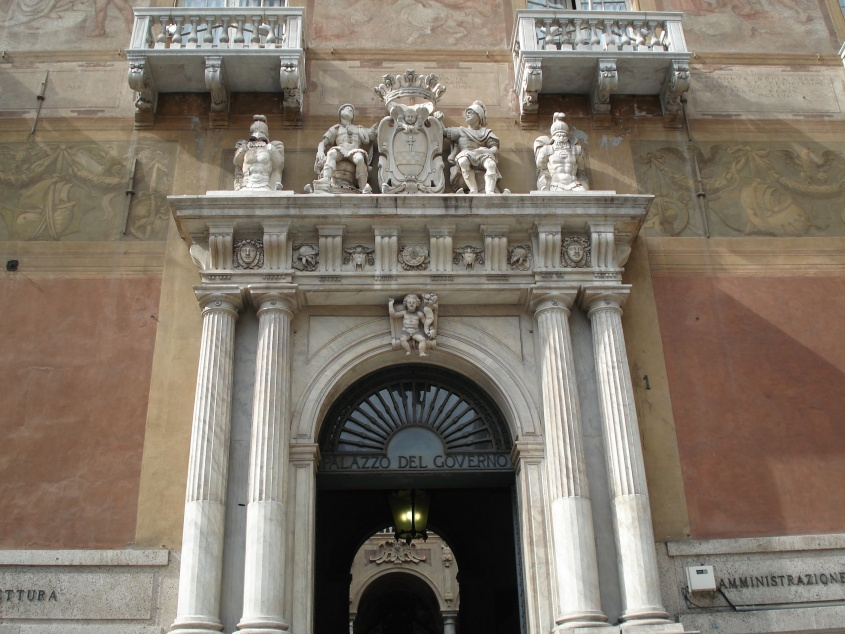
Particolare del portale e delle decorazioni della facciata
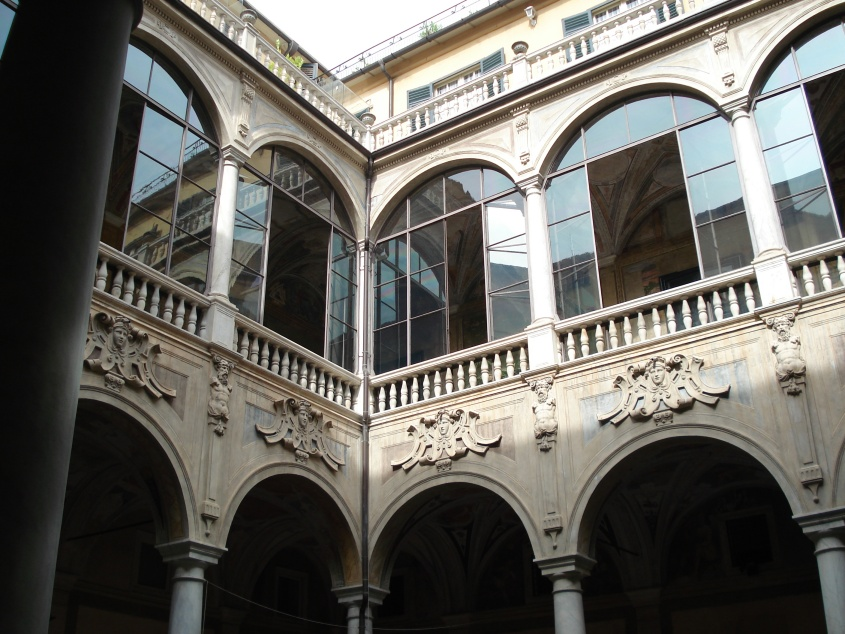
Il doppio ordine di logge del cortile interno
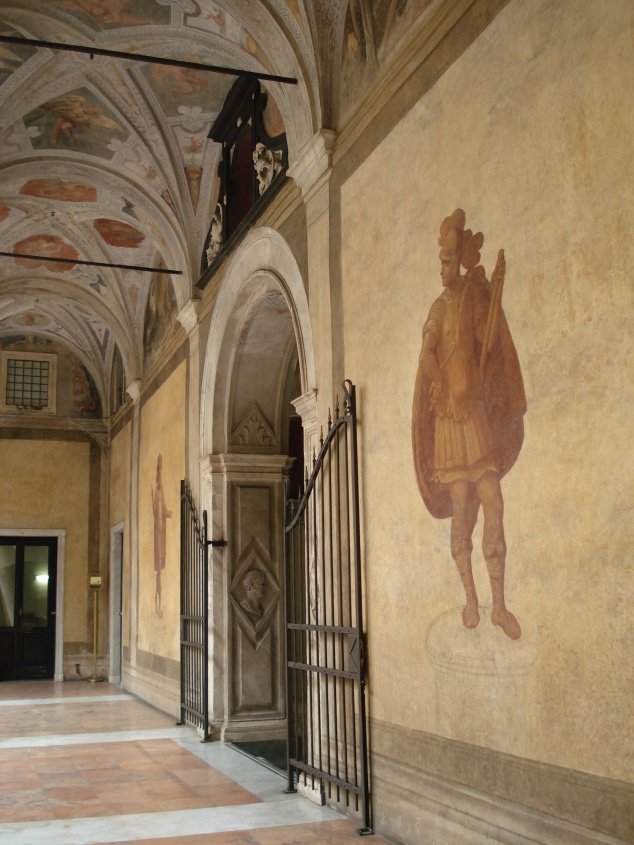
Decorazioni della loggia del cortile
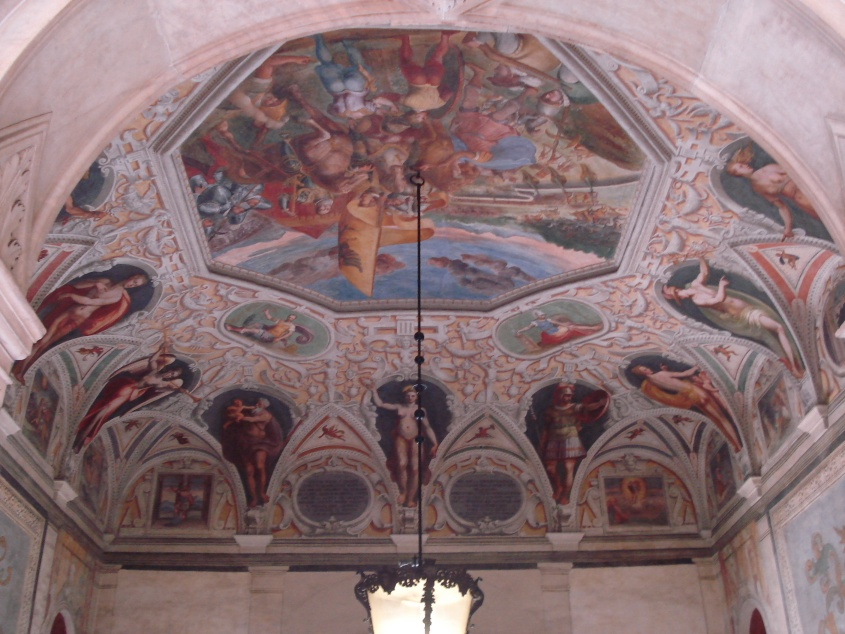
L'affresco del soffitto dell'atrio
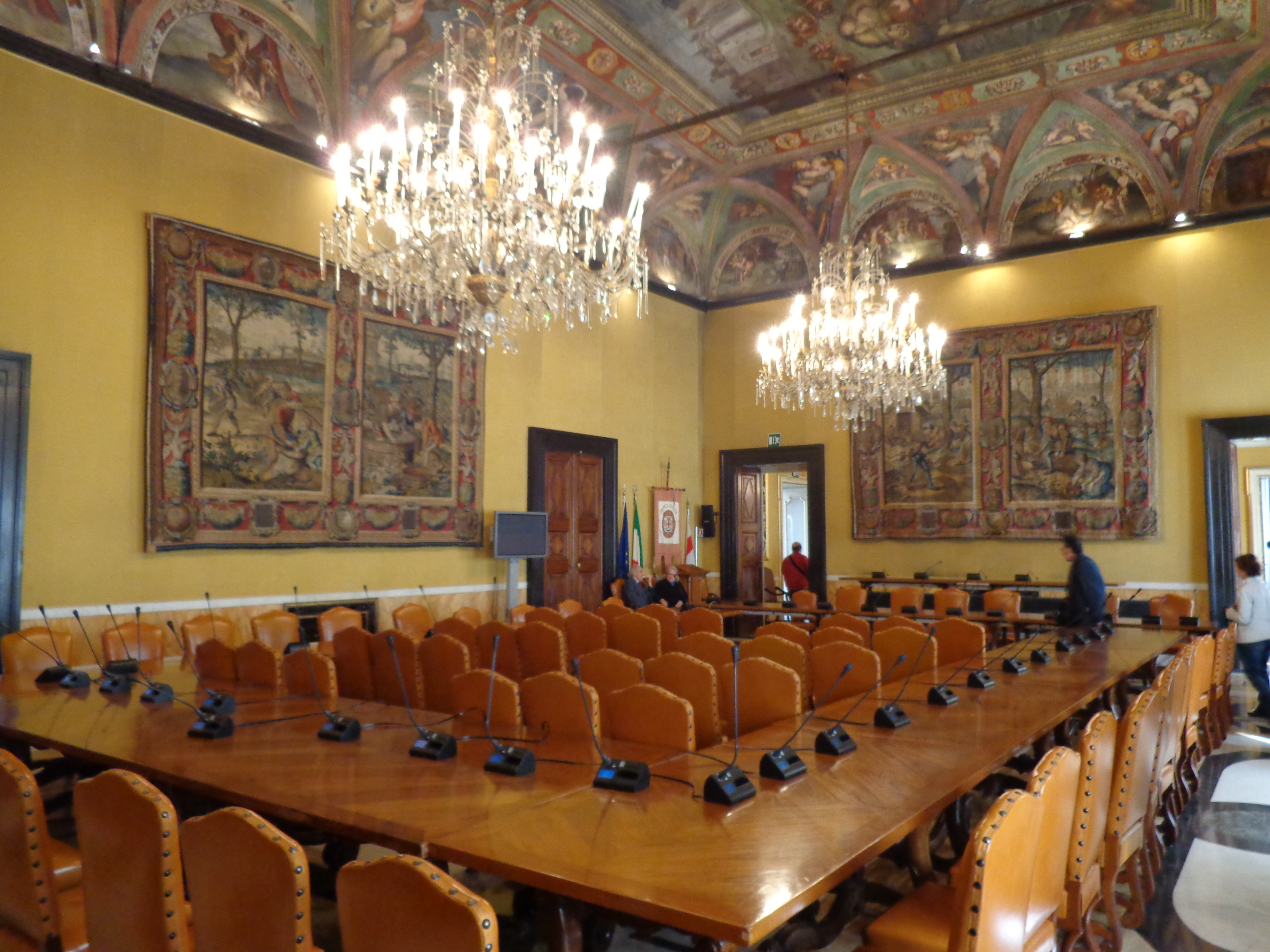
Il salone maggiore affrescato dai Cambiaso
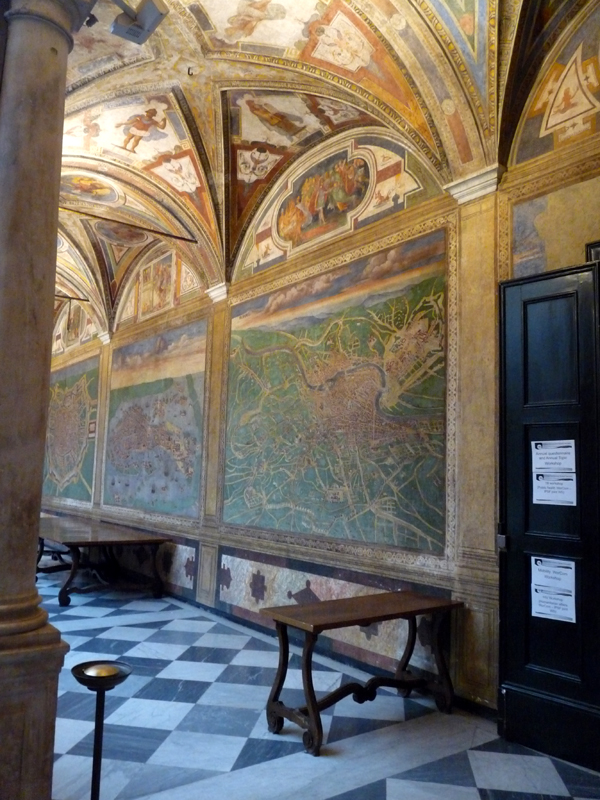
Felice Calvi, vedute di città nella loggia
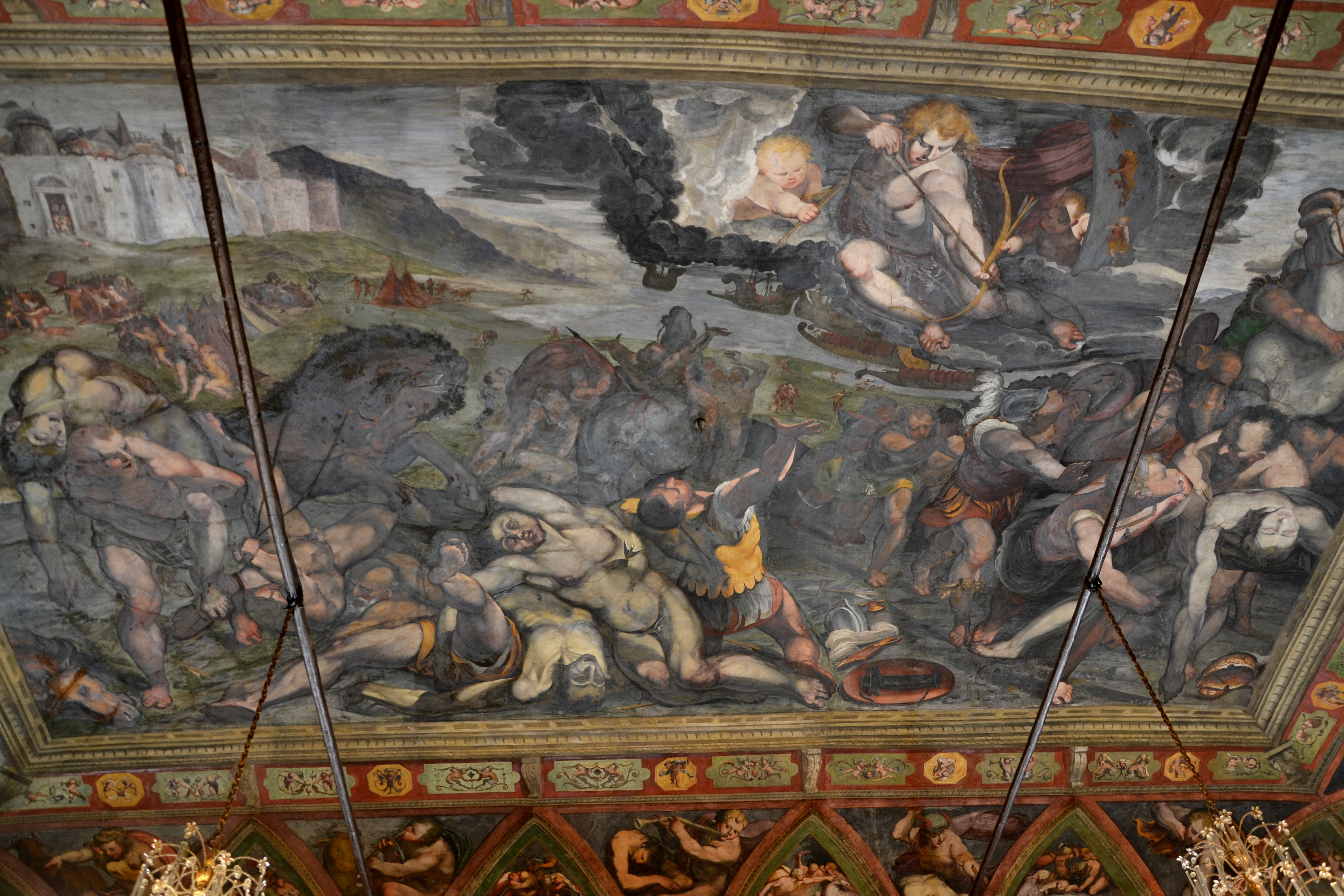
Apollo che saetta i Greci, Affreschi di Luca e Giovanni Cambiaso (1544)
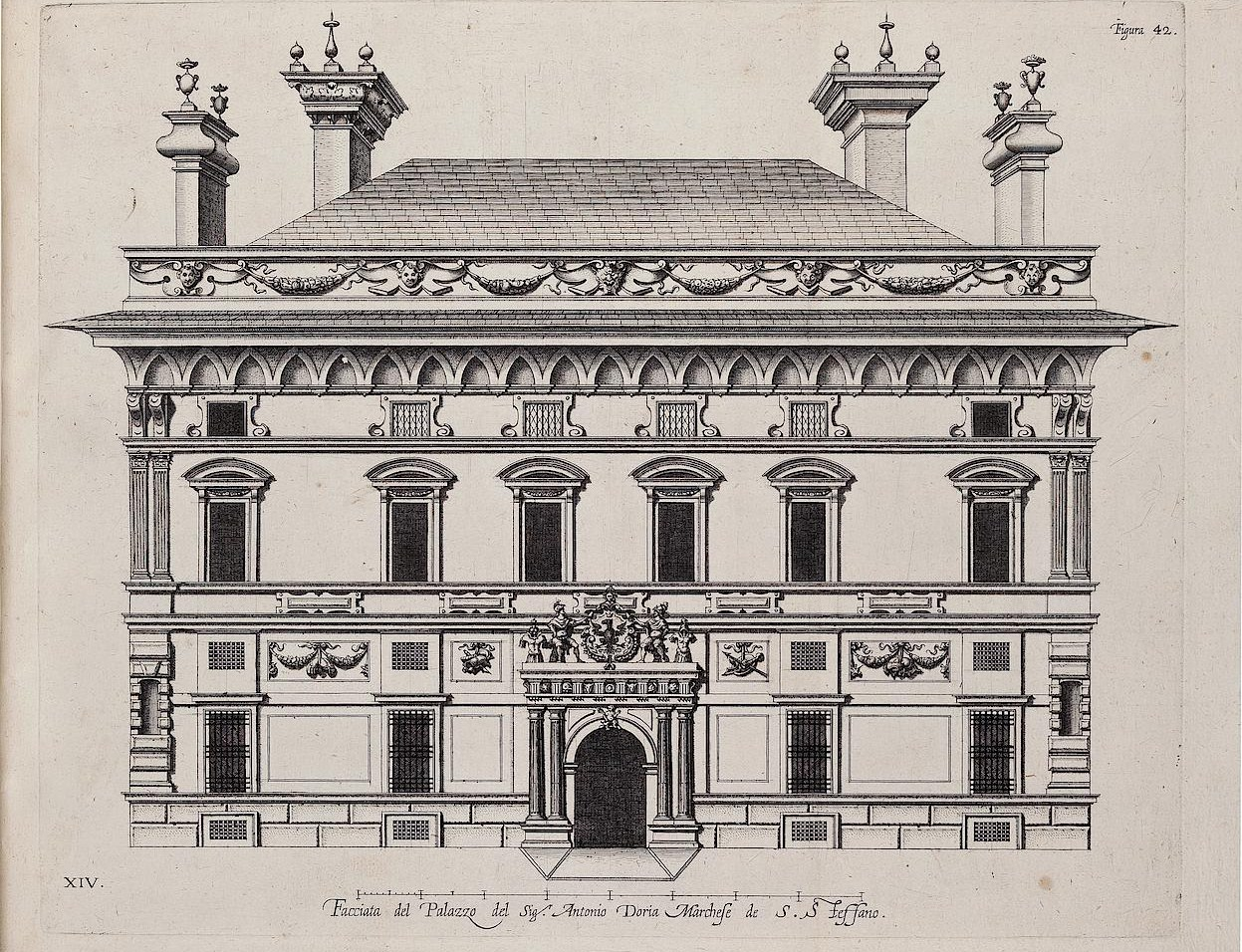
Rubens - Palazzi di Genova, vol. II, 1642]